# Духан (город)
Духа́н (араб. دخان‎) — город на западе Катара, соединённый шоссейной дорогой с портами Умм-Саид и Доха. Центр главного района нефтедобычи страны, откуда нефть по трубопроводу поступает в порт Умм-Саид. Административно относится к муниципалитету Эш-Шахания.
Название происходит от араб. دخان‎ — «дым».
Духан — крупнейшее и старейшее месторождение Катара. Обеспечивает около половины всей добычи нефти в стране. Здесь же добывают попутный газ и газовый концентрат.
Богатейшее месторождение нефти и газа в Джебель-Духане открыто в 1938 году компанией Petroleum Development (Qatar) Ltd. (PDQ). После Второй мировой войны, в 1947 году началась его эксплуатация. В 1952 году эмир Али бин Абдалла Аль Тани предоставил концессию на его разработку компании Royal Dutch Shell. Было создано подразделение Shell Company Qatar Ltd. (SCQ). В 1974 году создана государственная нефтяная компания Qatar Petroleum (QP), которая 18 октября 2021 года переименована в Qatar Energy. Эти компании обеспечили быстрый экономический рост и процветание Катара.